# Bitwa pod Zwiahlem

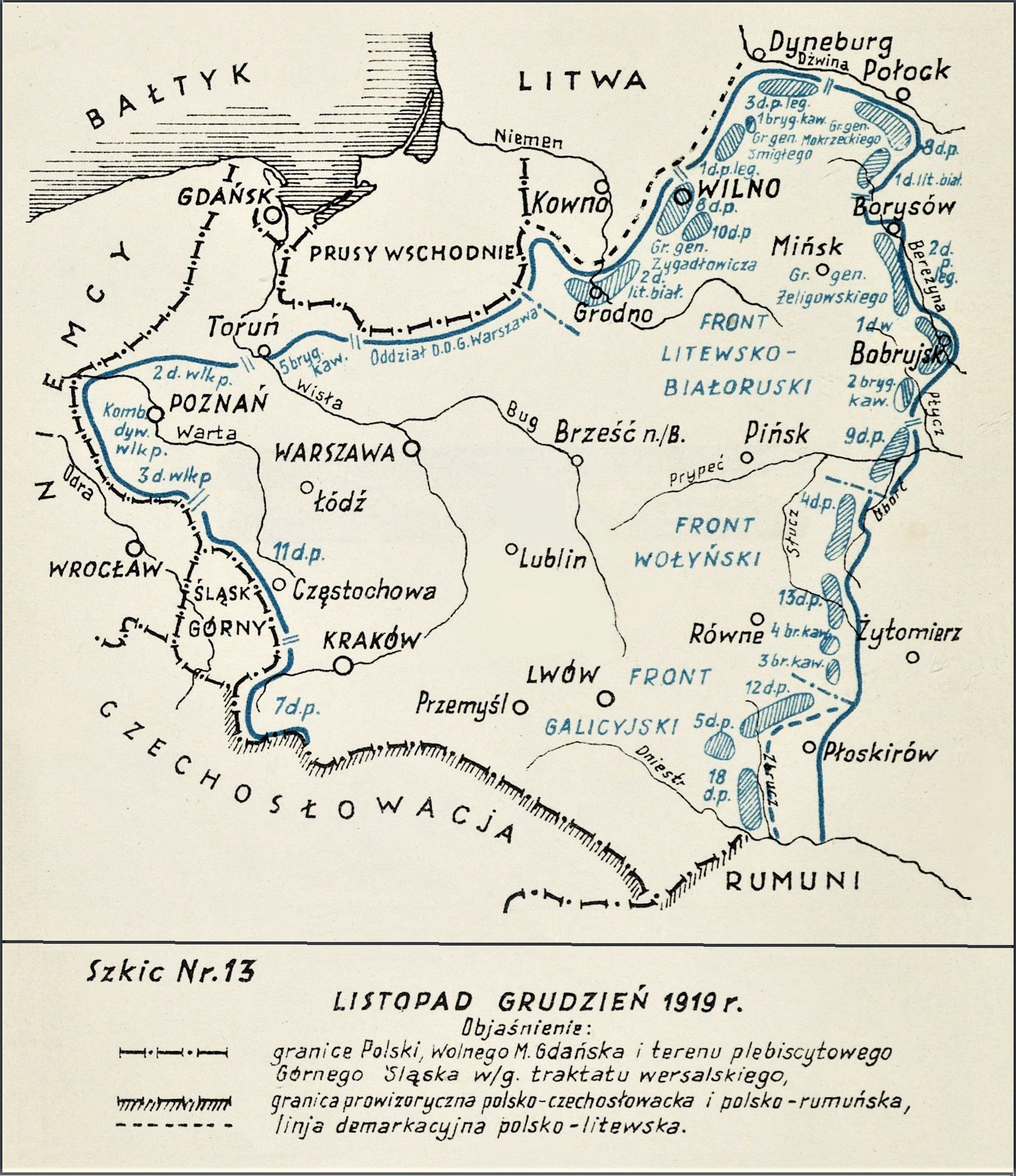
Adam Przybylski,
Wojna Polska 1918–1921

Bitwa pod Zwiahlem – walki polskiego 26 pułku piechoty ppłk. Emanuela Hermanna z oddziałami sowieckiej 44 Dywizji Strzelców Iwana Dubowoja  i 45 Dywizji Strzelców Iony Jakira w okresie wojny polsko-bolszewickiej.

## Geneza
Zimą 1919/1920 na froncie polsko-sowieckim odnotowywano tylko działania lokalne. Linia frontu była rozciągnięta od środkowej Dźwiny, wzdłuż Berezyny, Uborci, Słuczy, po Dniestr. Zastój w działaniach wojennych obie strony wykorzystywały na przygotowanie się do decydujących rozstrzygnięć militarnych planowanych na wiosnę i lato 1920. W połowie marca dowództwo sowieckiego Frontu Południowo-Zachodniego rozpoczęło przygotowania do ofensywy siłami 12. i 14 Armii na Płoskirów - Równe. Koncentracja sił Armii Czerwonej nie uszła uwadze dowództwa polskiego. Zarządzono przeprowadzenie serii wypadów, które miały zdezorganizować przygotowania nieprzyjaciela i dostarczyć więcej informacji o jego siłach i zamiarach. Jeszcze w styczniu 26 pułk piechoty ppłk. Emanuela Hermanna został przerzucony na Wołyń i wszedł czasowo w skład 13 Dywizji Piechoty. Do marca pułk zorganizował około trzydziestu wypadów przed przedni skraj obrony.

## Walczące wojska
| Jednostka                                              | Dowódca                     | Podporządkowanie    |
| Wojsko Polskie                                         |                             |                     |
| dowództwo 13 Dywizji Piechoty                          | gen. Jan Romer              |                     |
| ⇒ 26 pułk piechoty                                     | ppłk Emanuel Robert Hermann | 13 Dywizja Piechoty |
| → II/26 pułku piechoty                                 | kpt. Wiktor Eichler         | 26 pułk piechoty    |
| → kompania techniczna 26 pp i 1/XIII batalionu saperów |                             | 13 Dywizja Piechoty |
| ⇒ 27 pułk piechoty                                     | ppłk Tadeusz Świderski      | 13 Dywizja Piechoty |
| → kompania 27 pp                                       |                             |                     |
| ⇒ 43 pułk piechoty                                     | mjr Wacław Piekarski        | 13 Dywizja Piechoty |
| Armia Czerwona                                         |                             |                     |
| oddziały 44 Dywizji Strzelców                          | komdiw Iwan Dubowoj         | 12 Armia            |
| oddziały 45 Dywizji Strzelców                          | komdiw Iona Jakir           | 12 Armia            |
| oddziały 58 Dywizji Strzelców                          | komdiw Pawieł Kniagnicki    |                     |
| ⇒ 172 BS (514., 515., 516 ps)                          |                             |                     |
| ⇒ 174 BS (520., 521., 522 ps)                          |                             |                     |
| 98 pułk kawalerii                                      |                             |                     |
| pułk międzynarodowy                                    |                             |                     |

## Walki pod Zwiahlem
Na początku 1920 26 pułk piechoty przybył ze Śląska na Wołyń, zluzował pododdziały 48 pułku piechoty i objął odcinek obrony „Kościuszko”. II batalion kpt. Wiktora Eichlera obsadził przyczółek mostowy w Zwiahlu. Obronę przyczółka zorganizowano systemem placówek i punktów oporu. Placówki otoczone były zasiekami z drutu kolczastego i wspierały się wzajemnie ogniem. Stanowiska obronne obsadzały rotacyjnie dwie kompanie, a trzecia stanowiła odwód. Obronę wzmocniły dwa samochody pancerne „Dziadek” i „Wnuk”. Wsparcie artyleryjskie zapewniały stojące na zachodnim brzegu Słuczy bateria lekka i bateria ciężka. Punkt obserwacyjny dowódcy batalionu znajdował się na wieży zrujnowanego pałacu.
W drugiej dekadzie marca zauważono symptomy przygotowywania się Sowietów do działań ofensywnych. Przed frontem grupowały się oddziały 44. i 45 Dywizji Strzelców oraz 98 pułku kawalerii. Dowództwo polskiej 13 Dywizji Piechoty gen. Jana Romera wzmocniło obsadę przyczółka nowo przybyłą na front kompanią marszową 27 pułku piechoty.  
19 marca sowieckie oddziały 58 Dywizji Strzelców podjęły próbę sforsowania Słuczy pod Hulskiem i Iwaszkówką. Atak odparły 5/26 pp oraz pułkowa 4 kompania ciężkich karabinów maszynowych. Ponowny atak nastąpił w nocy z 20 na 21 marca. Forsowanie połączone z uderzeniem na styku 43. i 26 pułków piechoty zostało odparte kontratakiem odwodów 13 Dywizji Piechoty. Jednakże główne uderzenie nieprzyjaciel wyprowadził na przyczółek mostowy pod Zwiahlem. Na tym kierunku uderzyły cztery pułki strzelców, 3 międzynarodowy pułk Armii Czerwonej i 98 pułk kawalerii. Walki wspierały cztery baterie artylerii, dwa samochody pancerne i jeden czołg. 
20 marca wieczorem rozpoczęło się artyleryjskie przygotowanie natarcia. Ostrzał trwał całą noc, a około 8.00 od strony Romanówki i Kropiwny zaatakowała sowiecka piechota. Pierwszy atak został przez Polaków odparty. Kolejny atak, poprzedzony gwałtowną nawałą ogniową czterech baterii artylerii, rozpoczął się około 11.00. Do natarcia ruszyły gęste tyraliery 516., 520. i 521 pułku strzelców, wspierane przez dwa samochody pancerne i uzbrojony w trzy ckm-y czołg „Ukrainiec”. Wzdłuż toru kolejowego na 6 kompanię nacierał spieszony 98 pułk kawalerii. Jadące szosą samochody pancerne wyprzedziły tyraliery, przerwały zasieki z drutu kolczastego i wjechały na stanowiska 7 kompanii. Kompania rozpoczęła odwrót. Obserwatorzy artylerii musieli opuścić swoje punkty obserwacyjne i baterie polskie przerwały ogień. Dowódca polskiego batalionu skierował kompanię 27 pułku piechoty do obsadzenia luki między 6 i 7 kompanią, a dowódca pułku ppłk Hermann wsparł II batalion kompanią techniczną 26 pp i 1/XIII bsap. 1. kompania XIII bsap. otrzymała rozkaz obejścia, wspólnie z dwoma plutonami odwodowej 8 kompanii, nieprzyjaciela przez Łubczyce i zaatakowania jego tyłów. Kompania techniczna 26 pp z 7 i resztą 8 kompanii piechoty, przy wsparciu samochodów pancernych, ruszyła do kontrataku po obu stronach szosy. Pocisk z działka polskiego samochodu pancernego „Dziadek" przebił pancerz czołgu „Ukrainiec" i Polacy zdobyli go. Po utracie czołgu, zagrożeni oskrzydleniem Sowieci rozpoczęli szybki odwrót. Do 14.00 Polacy odzyskali wszystkie utracone placówki i punkty oporu.

## Bilans walk
Skuteczna obrona przyczółka przez II batalion 26 pułku piechoty zniweczyła sowieckie plany odrzucenia Polaków znad Słuczy.
Sukces okupiony został stratą około 20 poległych i rannych.
Po walce grupa sowieckich komunistów z 516 pułku strzelców wystosowała do dowództwa Frontu list z protestem przeciwko niewłaściwemu użyciu pułku, który po ataku na pozycje polskie praktycznie przestał istnieć.